# Oxysemaphora chionolitha
Oxysemaphora chionolitha är en fjärilsart som beskrevs av Edward Meyrick 1938. Oxysemaphora chionolitha ingår i släktet Oxysemaphora och familjen vecklare. Inga underarter finns listade i Catalogue of Life.